# Nebulosa del Pez Dragón
La nebulosa del Pez Dragón (Dragonfish Nebula en inglés) es una nebulosa de emisión y región de formación estelar situada en la constelación de la Cruz del Sur, a una distancia de 30 000 años luz del Sol.

## Características
Debido a su distancia y posición es invisible en el óptico debido a la presencia de polvo interestelar entre ella y nosotros, así que para su estudio hay que utilizar otras longitudes de onda que pueden penetrarlo cómo el infrarrojo.
Estudios realizados con ayuda del telescopio de infrarrojos Spitzer muestran que este objeto tiene un tamaño total de 450 años luz, con una cavidad de 100 años luz excavada por los vientos estelares de las estrellas contenidas en su interior.
Se han contado más de 400 estrellas de clasificación espectral O y B, entre las cuales se han encontrado por ahora 3 VLAs/estrellas Wolf-Rayet, y se ha estimado una masa para la asociación de alrededor de 105 masas solares, solo comparable a la del super cúmulo estelar Westerlund 1, que la convierte en la más masiva conocida en nuestra galaxia.